# Biberach an der Riß
Biberach an der Riß település Németországban, Felső-Svábország északi részén, 524–653 m tengerszint feletti magasságban.
Biberach Donau-Iller másodlagos központja a régión belül, regionális központok: Ulm és Memmingen.

## Fekvése
Schwenditől délnyugatra, Ulmtól 40 kilométerre délre és Memmingentől 40 km-re nyugatra fekvő település.

## Története

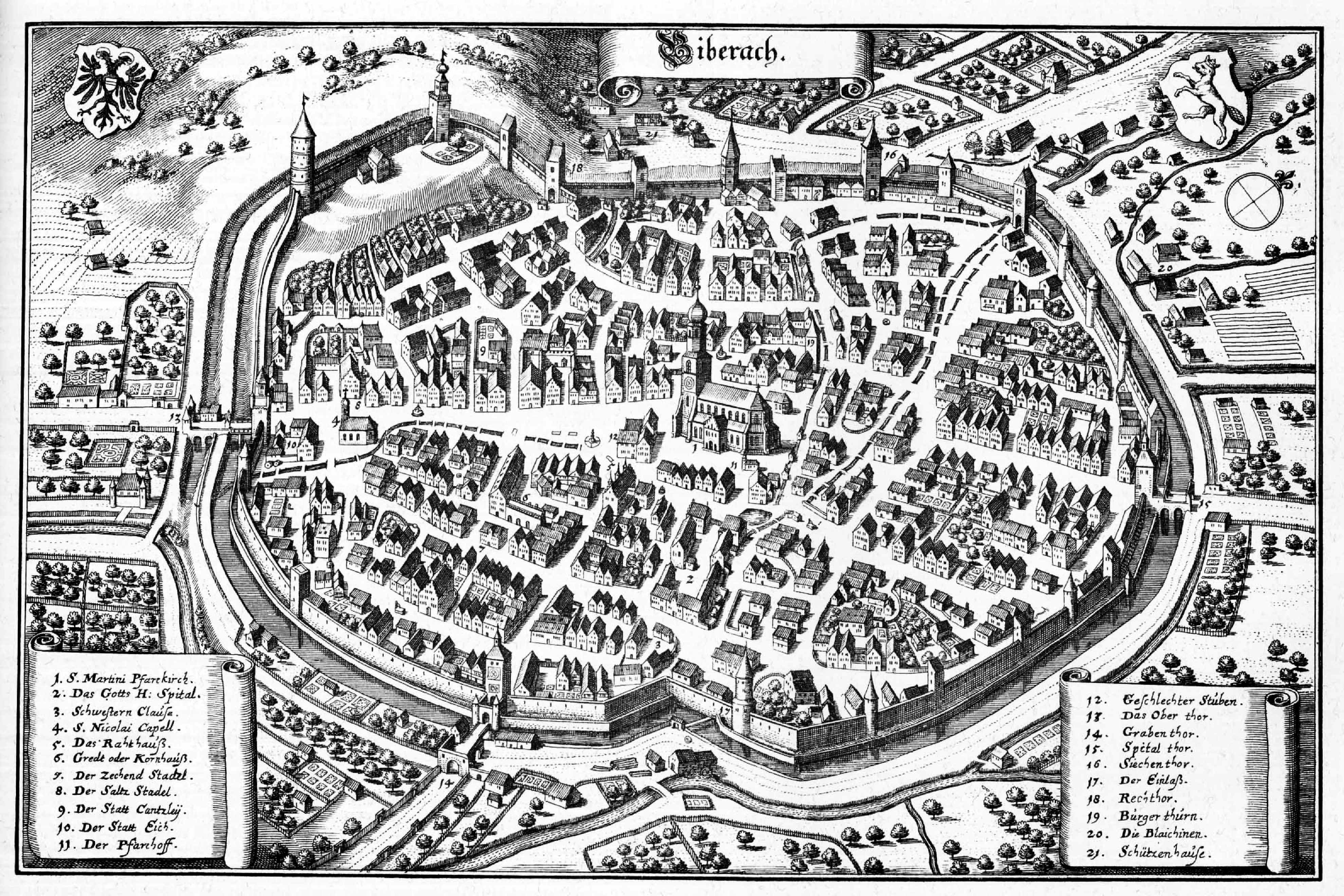
A város egy régi metszeten 1643-ban

Területe már a kora római korban lakott hely volt. Az itt végzett ásatásokon feltárt római korból való villa rustica a 2. században épült.
Biberach nevét 1083-ban említették először az oklevelekben. Az egykori szabad birodalmi várost 1170 körül I. Frigyes császár alapította. 1226-ban már mint a város volt említve. 1282-ben I. Rudolf cseh király|I. Habsburg Rudolf megerősítette a város ősi jogait, és 1312-ben bevezették az „Ulmi” törvényt. Biberach császári város volt, amely ellentétben más császári városokkal nem szerzett nagyobb területet.
A 12. századtól fontos kereskedelmi város volt, különösen a 16. században a bársonygyártás révén.
1373-ban az egykori városfalakat már bővíteni is kellett, olyan gyorsan növekedett a város.
A 14. században a gyapjúfeldolgozásban Biberach a takácsok városává nőtte ki magát. Az itt készült vászon Európa-szerte keresett cikk volt. A 15. századból több takács ház még mindig fennáll.

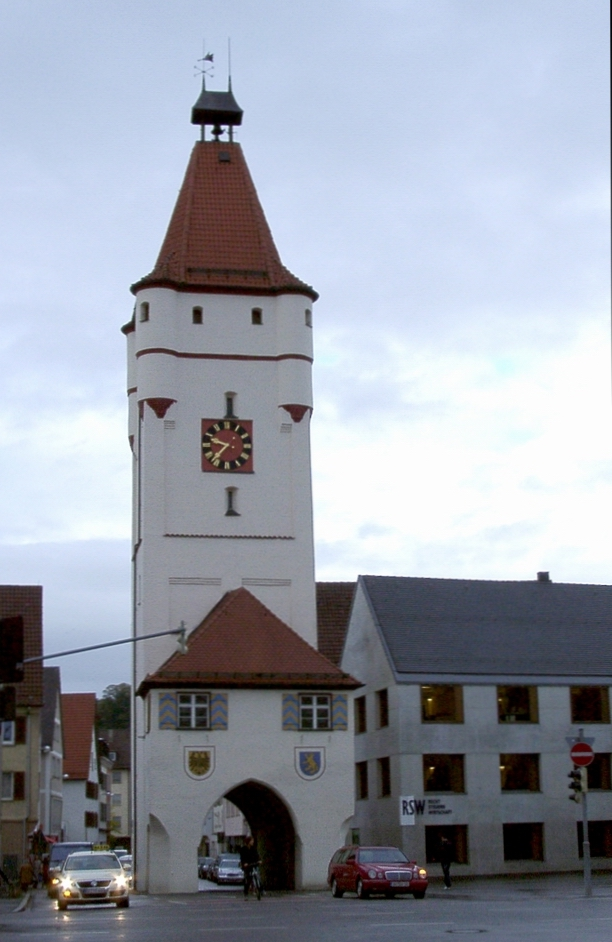
Az Ulmi kapu

A harmincéves háború idején a svéd csapatok elfoglalták a várost. 1634. szeptember 6-án a nördlingeni csatában súlyos vereséget szenvedtek. Ezt követően a császár szinte az egész Délt visszahódította. 1648-ban, a vesztfáliai béke idején Biberachban és Ravensburgban, Augsburghoz és Dinkelsbuehlhez hasonlóan a kormány saját közigazgatási rendszert vezetett be (egyenlőség a katolikusok és a protestánsok között, közös birodalmi város).
A harmincéves háború kártétele, népességfogyása ellenére, a 18. század második felében több mint 4000 lakosa volt a településnek. Ezzel Biberach megelőzte Ravensburgot is, mely a késő középkorig a távolsági kereskedelem központja volt.
A város egykori, árkokkal, tornyokkal és kapukkal ellátott kettős falrendszerből álló erődítménye – melynek falai két méter vastagok és hat méter magasak voltak – 1836 októberében a német vámunió hatályba lépésével elvesztette jelentőségét. Ezután a legtöbb kaput és tornyot lebontották, csak a Fehér torony és a Gigelbergturm, valamint az Ulmi kapu maradt meg.
A 17. században Biberach kezdett művészvárossá fejlődni. 1686-ban alapították meg a Polgári Színésztársulatot, melynek vezetését 1760-ban Cristoph Martin Wieland költő vette át. 1761-ben a Biberachi Színház előadta a Wieland által átdolgozott és lefordított Vihar című színdarabot. Ez a színház volt az első olyan Shakespeare-előadás Németországban, amely Shakespeare nevét viselte, és közel is állt az eredetihez.
A városban a színház mellett jelentős szerepe volt az ötvösművészetnek is (Johan Michael Dinglinger (1664–1731), valamint a zenének (Justin Henrich Knecht zeneszerző 1752–1817), valamint a festészetnek is (Johann Heinrich Schönfeld 1609–1675), Johann Baptist Pflug 1785–1866, Anton Braith 1836–1905) is.
A Ravensburg–Biberach közötti vasútvonalat 1849. május 26-án adták át a forgalomnak.

## Galéria

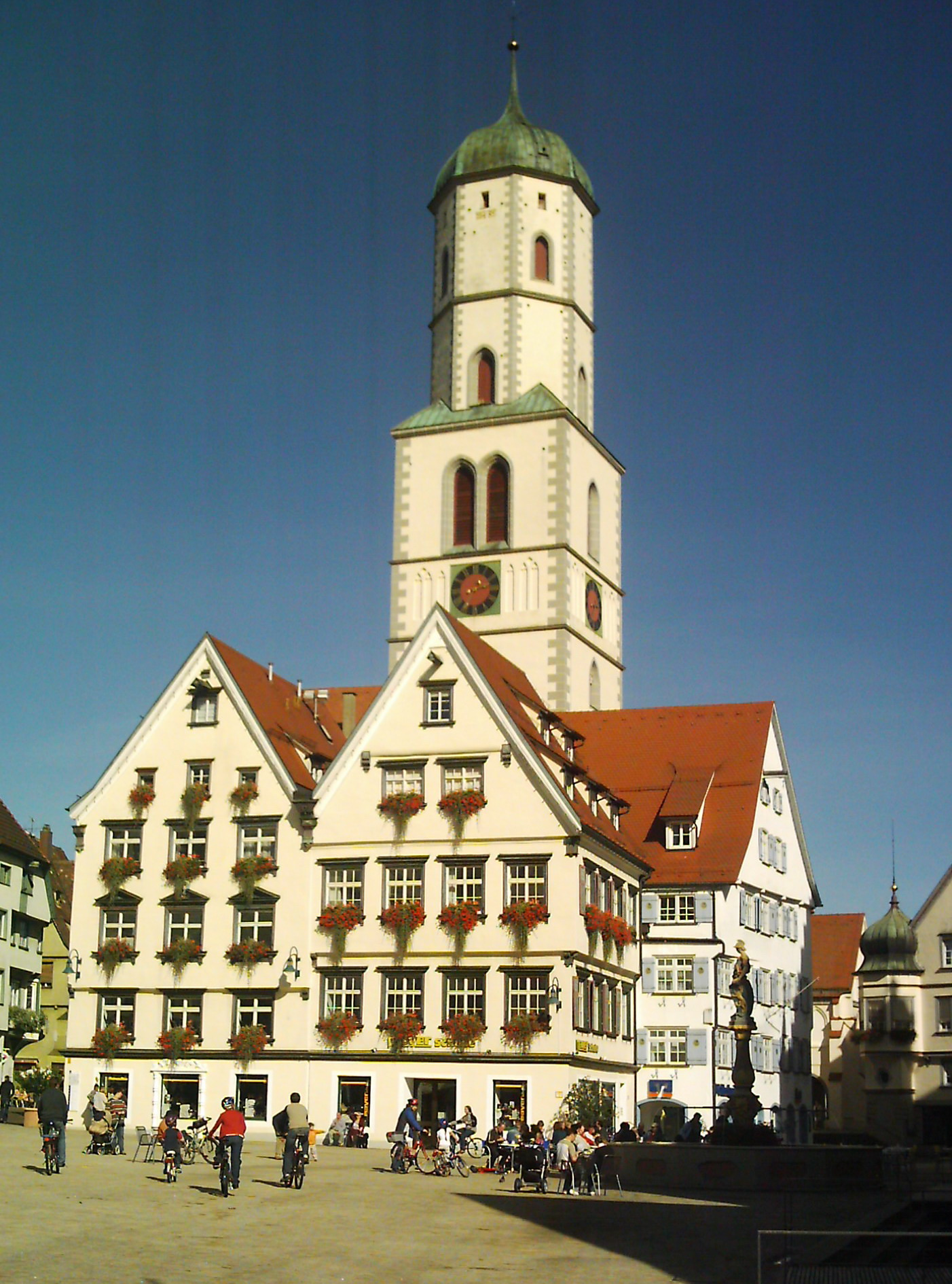
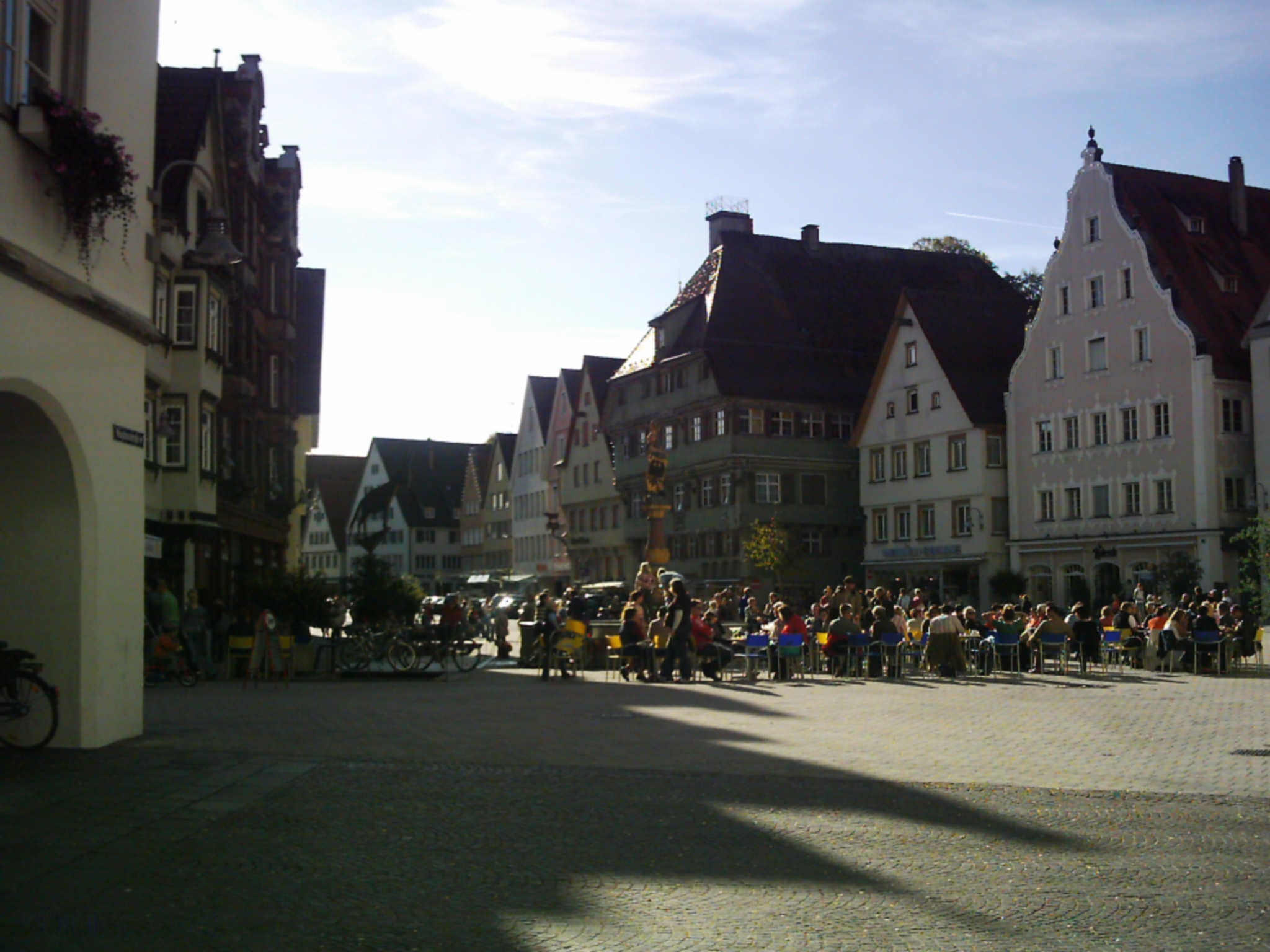
A piactér
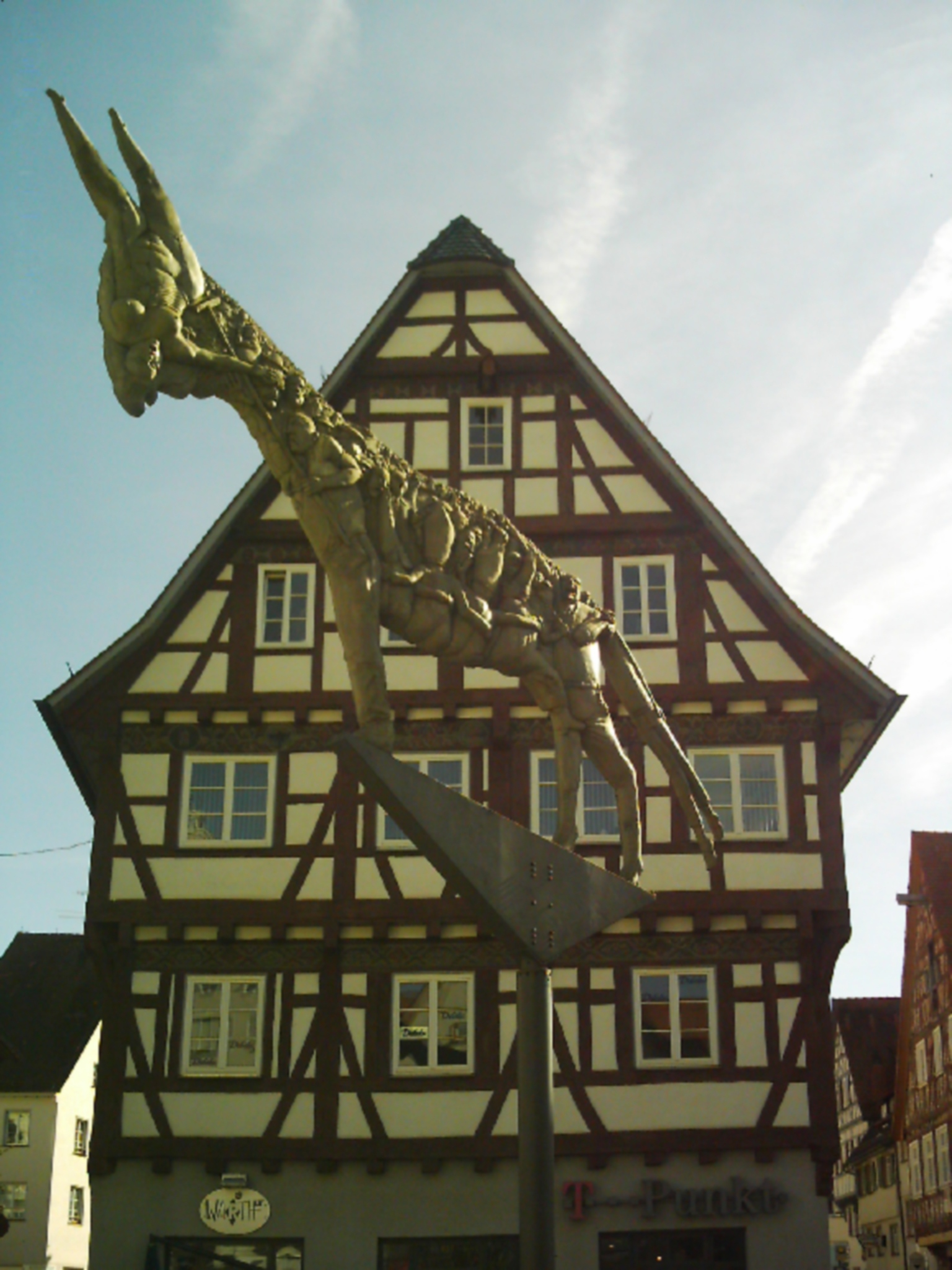
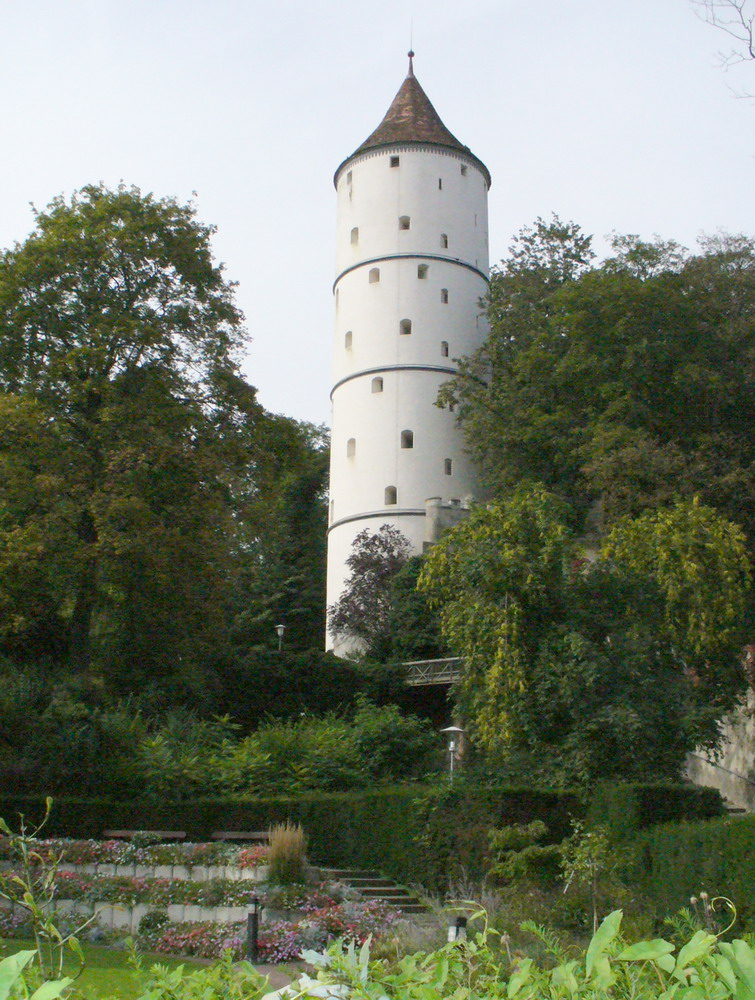
Fehér torony
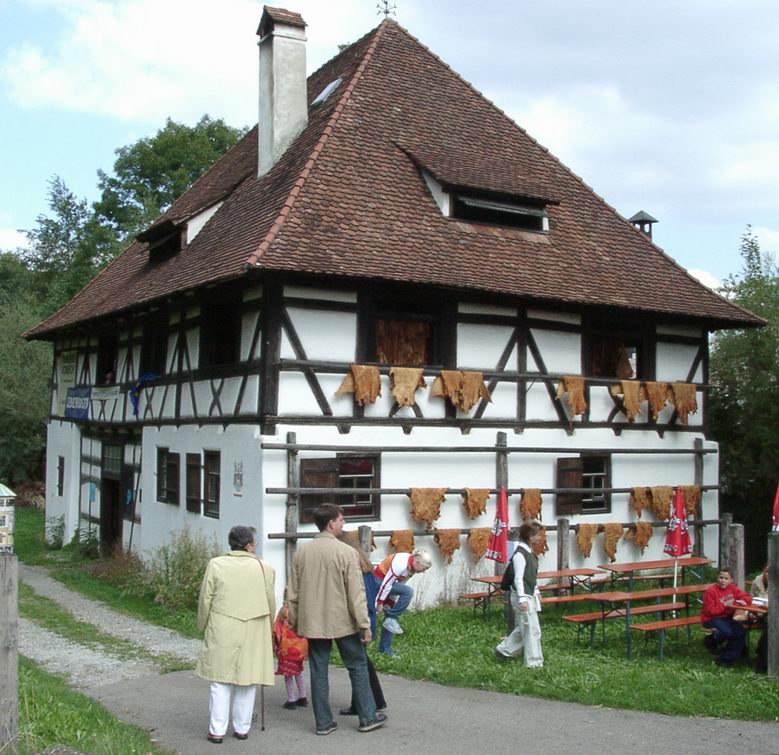
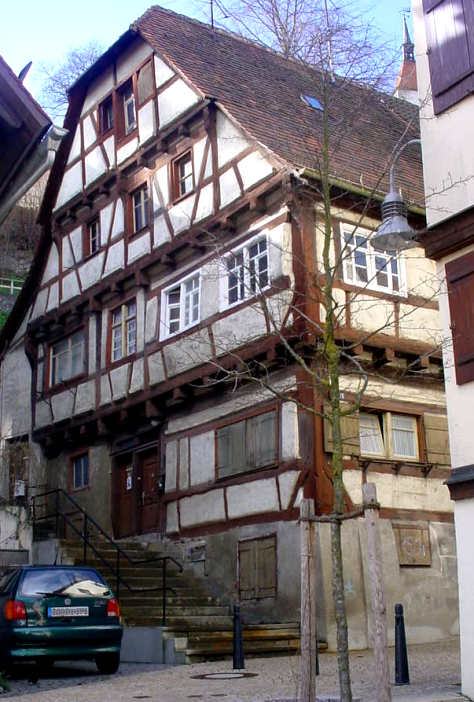
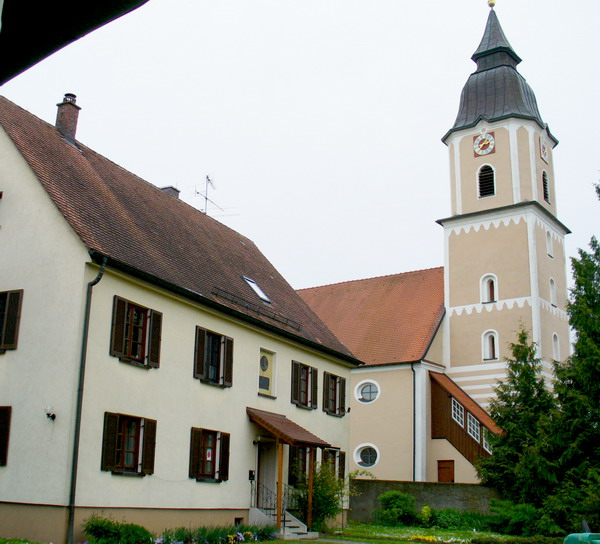
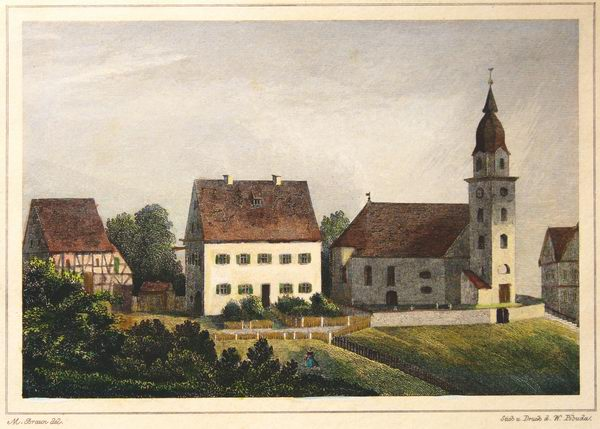
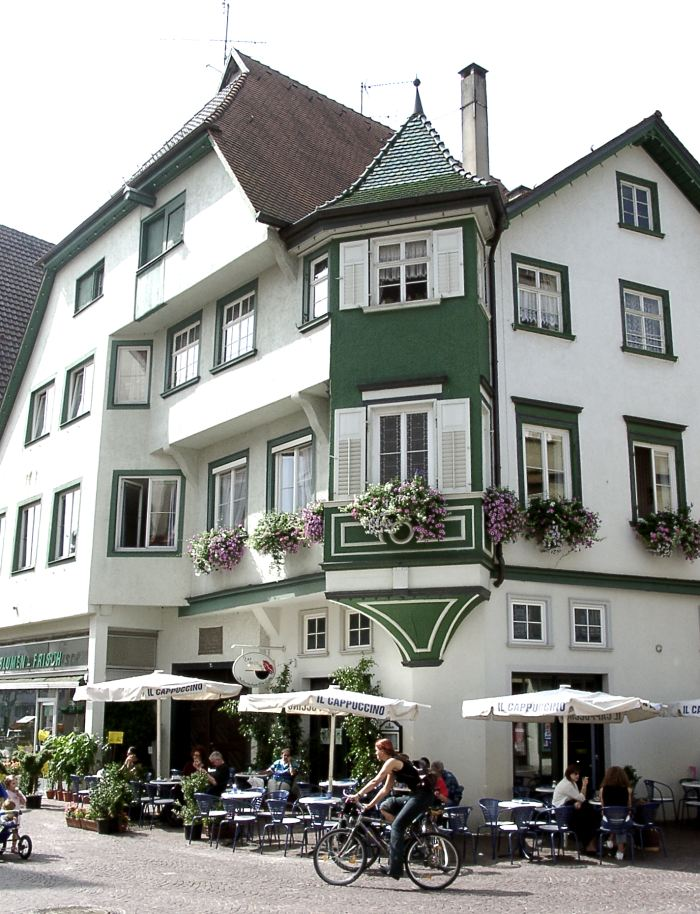
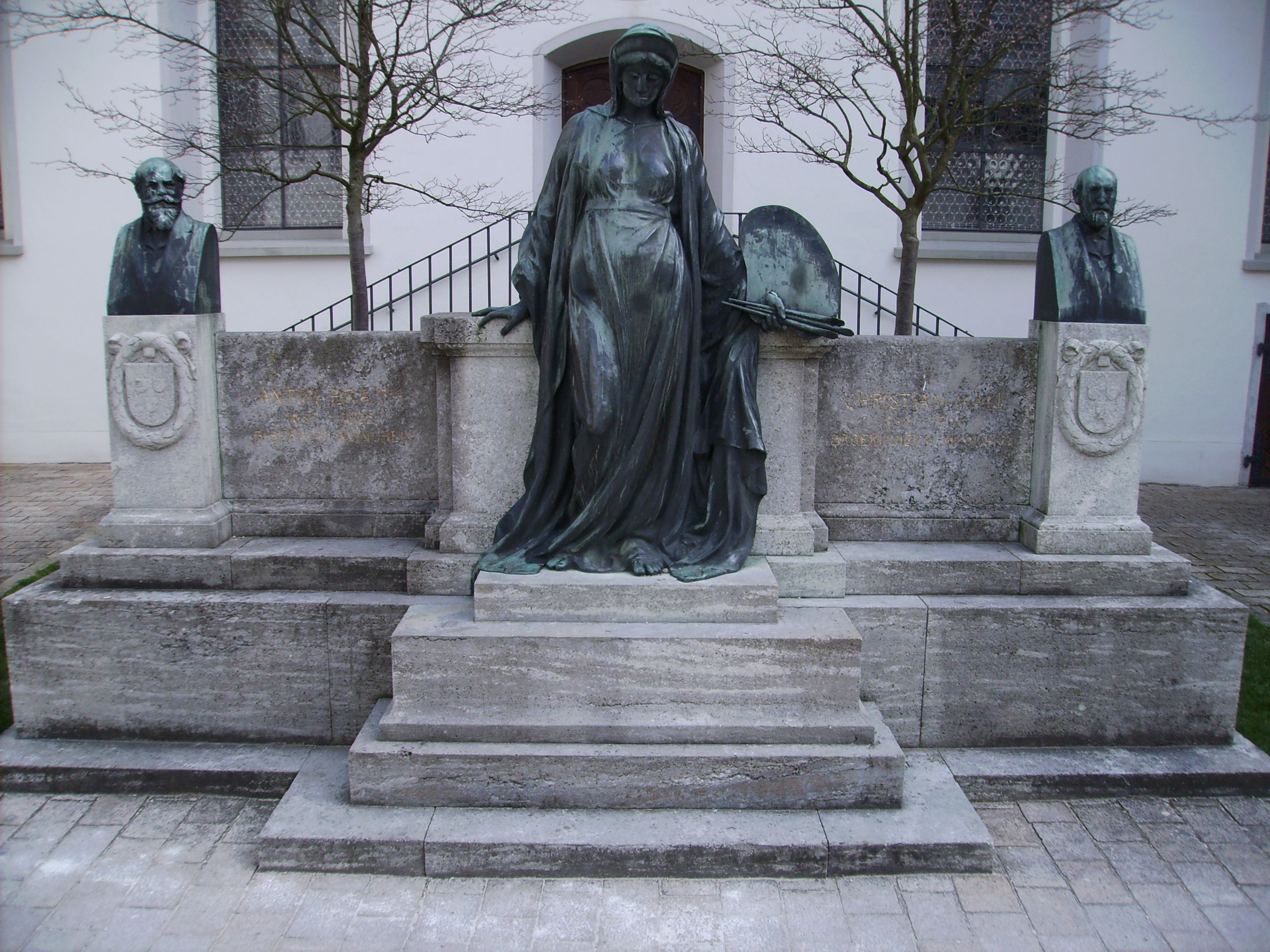